# Europese kampioenschappen kyokushin karate 2013 (IKO Matsushima)
De Europese kampioenschappen kyokushin karate 2013 waren door de International Karate Organisation Matsushima (IKO) georganiseerde kampioenschappen voor kyokushinkai karateka's. De achtste editie van de Europese kampioenschappen vond plaats in het Oekraïense Donetsk op 12 oktober 2013.

## Resultaten
| Gewichtsklasse | Goud              | Zilver               | Brons                           |
| Heren          | Heren             | Heren                | Heren                           |
| -------------- | ----------------- | -------------------- | ------------------------------- |
| Lichtgewicht   | Maksim Maksimov   | Abdylkadyr Radzhabov | Mohammad Nazari Igor Kikenov    |
| Middengewicht  | Farzad Heidari    | Hamidzera Tavangar   | Pouya Kashani Ivan Schetinin    |
| Zwaargewicht   | Sajjad Mohajeri   | Abbas Asgarian       | Daniil Dromin Alexey Feoktistov |
| Dames          |                   |                      |                                 |
| Lichtgewicht   | Angelina Byvsheva | Zahra Ashterayen     | Vasilina Ustinova Iryna Novosad |
| Middengewicht  | Maka Keburia      | Olga Leshchuk        | Yuliya Selina Viktoriya Pampura |
| Zwaargewicht   | Olga Ivanova      | Evgeniya Malikova    | Evgeniya Malikova               |